# Guminek
Guminek, Wielogóra (293 m) – wzgórze w Tyńcu w Krakowie. Pod względem administracyjnym należy do Dzielnicy VIII Dębniki. Pod względem geograficznym  należy do Wzgórz Tynieckich na Pomoście Krakowskim w obrębie makroregionu Bramy Krakowskiej. Wzgórza te włączone zostały w obszar Bielańsko-Tynieckiego Parku Krajobrazowego.
Guminek wznosi się po wschodniej stronie nad drogą z Tyńca do Skawiny (ulica Bogucianka). Jego południowe stoki bardzo stromo opadają do ulicy Wielogórskiej. Jest porośnięty lasem.  Jest miejscem rekreacji, spacerów i uprawiania sportów. Przez wzgórze prowadzi kilka ścieżek, jedną z nich poprowadzono znakowany szlak turystyczny. Część obszaru Guminka włączona została w obszar użytku ekologicznego o nazwie Uroczysko Tyniec.
Na południowych zboczach Guminka, znajduje się jaskinia Schronisko w Wielogórze.

## Szlaki turystyczne
zielona pętla z Opactwa Benedyktynów w Tyńcu przez Wielkanoc, Uroczysko Kowadza, Dużą Kowodrzę, rezerwat Skołczanka, Ostrą Górę, Guminek, Grodzisko i dalej brzegiem Wisły, aż do opactwa benedyktynów. Długość około 8 km

## Przypisy

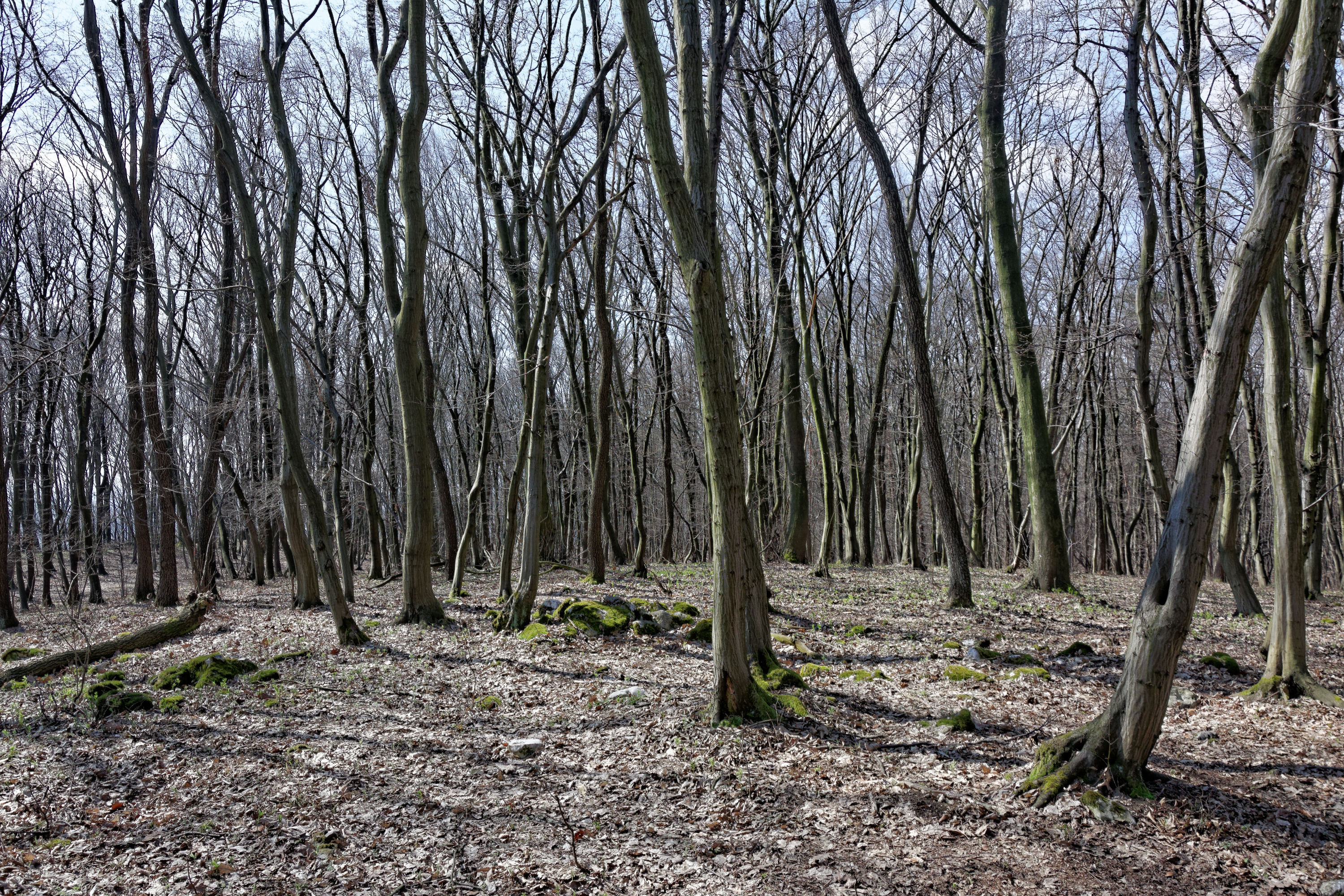
Szczyt